# Hans Horsters
Hans Horsters (* 22. März 1887 in Krefeld; † 18. März 1957 in Berlin) war ein deutscher Arzt.

## Werdegang
Horsters war von 1924 bis 1927 Assistent an der II. Klinik der Charité in Berlin. Nach Habilitation war er ab 1928 Privatdozent für Innere Medizin an der Universität Halle. 1932 wurde er zum Oberarzt der Medizinischen Universitätsklinik ernannt und im Juli 1934 zum nichtbeamteten außerordentlichen Professor. Zum 1. April 1933 war er zuvor der NSDAP beigetreten (Mitgliedsnummer 1.835.171).
Anfang 1935 wechselte er als außerplanmäßiger Professor nach Berlin. Zugleich wurde er Ärztlicher Direktor der Inneren Abteilung des Städtischen Krankenhauses Weißensee. Ab 1937 war er Ärztlicher Direktor des Städtischen Rudolf-Virchow-Krankenhauses.
Schwerpunkt seiner wissenschaftlichen Arbeit waren der Stoffwechsel sowie Erkrankungen der Leber und der Gallenwege. Sein Buch Grundriß der klinischen Diagnostik (1936) wurde in mehrere Sprachen übersetzt.

## Ehrungen
- 1952: Verdienstkreuz (Steckkreuz) der Bundesrepublik Deutschland